# 妃教育から逃げたい私
『妃教育から逃げたい私』（きさききょういくからにげたいわたし）は、沢野いずみによる日本のライトノベル。小説投稿サイト「小説家になろう」にて2018年8月21日から2019年5月11日まで連載。書籍版はPASH!ブックス（主婦と生活社）より2019年4月から刊行されている。イラストは夢咲ミル。2024年11月時点でシリーズ累計部数が300万部を突破している。
メディアミックスとして、菅田うりが作画を担当する漫画が『コミックPASH!』→『PASH UP!』→『コミックPASH! neo』（同社）にて2020年3月25日より連載中。漫画は原作小説をアレンジした内容となっている。また、テレビアニメが2025年1月から3月まで放送された。

## 登場人物
声の項はテレビアニメの声優。
レティシア
声 - 白石晴香
妃候補。王子の婚約者であることからきつい妃教育を受けてきたことにより、婚約破棄を望む。
クラーク
声 - 福山潤、小林ゆう（10歳）
アスタール王国の王子。レティシアの婚約者。
ナディル
声 - 羽多野渉、紗原イオ（12歳）
クラークの側近で、レティシアの兄。
ブリアナ
声 - 斉藤佑圭
男爵家の令嬢でクラークの妃候補。
ルイ
声 - 堀江瞬
デルバラン王国の第三王子。
ライル
声 - 土岐隼一
ルイの従者。
リリー
声 - 園崎未恵
レティシアが幼いころから世話係をしている。
マリア
声 - 末柄里恵
レティシアの侍女。

## 制作背景
作者の沢野いずみによると、本作は「完全な悪人が出てこないけど登場人物みんな人間らしい話を書いてみたくて書いた作品」であるため、「完全無欠の超人的なキャラクターはいない」が、「人間臭さを感じてもらえたら嬉しい」と話している。

## 既刊一覧

### 小説

#### 単行本
- 沢野いずみ（原作）・夢咲ミル（イラスト） 『妃教育から逃げたい私』 主婦と生活社〈PASH!ブックス〉、既刊2巻（2020年3月27日現在）
  - 『妃教育から逃げたい私』2019年4月26日発売[3]、ISBN 978-4-391-15322-4
  - 『妃教育から逃げたい私2 〜没落寸前だけど結婚したい私〜』2020年3月27日発売[15]、ISBN 978-4-391-16244-8

#### 文庫版
- 沢野いずみ（原作）・夢咲ミル（イラスト） 『妃教育から逃げたい私』 主婦と生活社〈PASH!文庫〉、既刊3巻（2024年5月31日現在）
  1. 2024年5月31日発売[16]、ISBN 978-4-391-16243-1
  2. 2024年5月31日発売[17]、ISBN 978-4-391-16244-8
  3. 2024年5月31日発売[18]、ISBN 978-4-391-16253-0

### 漫画
- 沢野いずみ（原作）・菅田うり（漫画）・夢咲ミル（キャラクター原案） 『妃教育から逃げたい私』 主婦と生活社〈PASH!コミックス〉、既刊6巻（2024年12月6日現在）
  1. 2020年12月7日初版発行（11月27日発売[19]）、ISBN 978-4-391-15532-7
  2. 2021年5月17日初版発行（5月7日発売[20]）、ISBN 978-4-391-15600-3
  3. 2022年3月14日初版発行（3月4日発売[21]）、ISBN 978-4-391-15733-8
  4. 2023年5月12日初版発行（5月2日発売[22]）、ISBN 978-4-391-15955-4
  5. 2023年11月12日初版発行（11月2日発売[23]）、ISBN 978-4-391-16108-3
  6. 2024年12月16日初版発行（12月6日発売[24]）、ISBN 978-4-391-16399-5

## テレビアニメ
2023年11月にテレビアニメ化が発表され、2025年1月から3月までTOKYO MXほかにて放送された。
2024年11月10日開催の「アニメイトガールズフェスティバル2024」では本作のスペシャルステージが行われ、レティシア役の白石晴香とクラーク役の福山潤とブリアナ役の斉藤佑圭が出演している。

### スタッフ
- 原作 - 沢野いずみ[6]
- キャラクター原案 - 菅田うり[6]、夢咲ミル[6]
- 監督・キャラクターデザイン - 田頭しのぶ[6]
- シリーズ構成 - 金巻ともこ[6]
- 美術監督 - 川上美穂[14]
- 美術設定 - 佐南友理[14]
- 色彩設計 - 田中美穂[14]
- 撮影監督 - 山脇奈々実[14]
- CGディレクター - 柴田渉
- 編集 - 小野寺桂子[14]
- 音響監督 - 郷田ほづみ[14]
- 音楽 - 林ゆうき、近谷直之[14]
- 音楽制作 - ポニーキャニオン[14]
- プロデューサー - 佐藤友紀、黒田可菜、吉武真太郎、羅明旭、井上弘美、大森慎司、長嶋篤史
- アニメーションプロデューサー - 近藤泰介
- アニメーション制作 - EMTスクエアード[6]
- 製作 - 妃教育から逃げたい製作委員会（YTE、主婦と生活社、日活、MUSE、ポニーキャニオン、EMTスクエアード、BSフジ、神南スタジオ）

### 主題歌
「君としか恋しない」
福山潤によるオープニングテーマ。作詞は松井洋平、作曲・編曲は神田ジョン。
「アリバイなカーテシー」
DIALOGUE+によるエンディングテーマ。作詞は古屋真、作曲は田淵智也、編曲は中山真斗。

### 各話リスト
| 話数       | 脚本       | 絵コンテ            | 演出         | 作画監督 | 総作画監督        | 初放送日      |
| ---------- | ---------- | ------------------- | ------------ | --- | ----------------- | ------------- |
| Episode 1  | 金巻ともこ | 田頭しのぶ          | 田頭しのぶ   | 田頭しのぶ | -                 | 2025年 1月5日 |
| Episode 2  | はつたすみ | 田頭しのぶ          | 村田尚樹     | 重國浩子 上田恵理 中山和子 福江光恵 ほしのたね 山村俊了 青戸美穂 柄谷綾子                                                     | 杉村苑美          | 1月12日       |
| Episode 3  | 金巻ともこ | 田頭しのぶ          | 平山孝成     | 石原彩子 大原大 山村俊了 吉岡敏幸                                                                                             | 山内大輔          | 1月19日       |
| Episode 4  | はつたすみ | 田頭しのぶ          | 韓永勳       | Seung Myunggye Kim Igyeon Ahn Youngyu                                                                                         | -                 | 1月26日       |
| Episode 5  | 金巻ともこ | 田頭しのぶ          | 村川直哉     | 谷津美弥子 山村俊了 重國浩子 上田恵理 工藤公聖 降籏秀吉 櫻井拓郎 福江光恵 袁琳 陈娇娇 徐延文                                  | 谷津美弥子        | 2月2日        |
| Episode 6  | はつたすみ | 田頭しのぶ          | 土田駿       | わたなべさとみ 山村俊了 石原彩子 大原大 吉岡敏幸 SEUNG MYEONGGYE SON SEONA 劉劍 陈娇娇 徐延文                                 | 山内大輔 津幡佳明 | 2月9日        |
| Episode 7  | 藤本冴香   | 田頭しのぶ 西畑佑紀 | 西畑佑紀     | 山村俊了 重國浩子 石原彩子 上田恵理 大原大 工藤公聖 櫻井拓郎 降籏秀吉 吉岡敏幸 王培非 徐延文 欧阳海 Triple A                  | 山内大輔 津幡佳明 | 2月16日       |
| Episode 8  | 金巻ともこ | 田頭しのぶ          | 田頭しのぶ   | 石原彩子 上田恵理 大原大 工藤公聖 工藤葉瑠香 重國浩子 山村俊了 吉岡敏幸 王培非 徐延文 欧阳海 秦詩雨 韓卉 彭麗穎 陳金玉 時雨   | 山村俊了          | 2月23日       |
| Episode 9  | はつたすみ | 田頭しのぶ 阿宮正和 | Kim Seong-il | Seung Myeonggye Son Seonah Kim Seong-il Kim Ikyeon Cho Hyeonji Cho Sohyeon Ahn Yeong-yu Lee Jaeho Park Eunyeong Kim Giyeop    | -                 | 3月2日        |
| Episode 10 | はつたすみ | 田頭しのぶ          | 島亜里紗     | 山村俊了 吉岡敏幸 石原彩子 上田恵理 工藤公聖 工藤葉瑠香 大原大 袁琳 徐延文 黄华                                               | -                 | 3月9日        |
| Episode 11 | 金巻ともこ | 松園公              | 高山秀樹     | Seung Myeonggye Son Seonah Kim Ikyeon Cho Hyeonji Ahn Yeong-yu Lee Jaeho Park Eunyeong Kim Ki Yeop Kim Seong-il 閔賢叔 安孝貞 | -                 | 3月16日       |
| Episode 12 | 金巻ともこ | 田頭しのぶ          | 村川直哉     | 山村俊了 上田恵理 石原彩子 工藤葉瑠香 工藤公聖 重國浩子 大原大 吉岡敏幸 劉劍 徐延文 欧阳海                                    | -                 | 3月23日       |

### 放送局
| 放送期間               | 放送時間                     | 放送局   | 対象地域 | 備考                                                         |
| ---------------------- | ---------------------------- | -------- | -------- | ------------------------------------------------------------ |
| 2025年1月5日 - 3月23日 | 日曜 22:00 - 22:30           | TOKYO MX | 東京都   |                                                              |
| 2025年1月7日 - 3月25日 | 火曜 20:30 - 21:00           | AT-X     | 日本全域 | CS放送 / 字幕放送 / リピート放送あり                         |
| 2025年1月9日 - 3月27日 | 木曜 0:30 - 1:00（水曜深夜） | BSフジ   | 日本全域 | 製作参加 / BS/BS4K放送 / リピート放送あり 『アニメギルド』枠 |

| 配信開始日   | 配信時間                | 配信サイト | 備考           |
| ------------ | ----------------------- | --- | -------------- |
| 2025年1月5日 | 日曜 22:00 更新         | FOD | 見放題独占配信 |
| 2025年1月9日 | 木曜 22:00 以降順次更新 | Prime Video dアニメストア DMM TV Google TV Happy!動画 Hulu J:COM STREAM Lemino milplus TELASA YouTube クランクイン!ビデオ バンダイチャンネル ひかりTV ひかりTV for docomo | レンタル配信   |

### BD
| 巻 | 発売日        | 収録話         | 規格品番 |
| -- | ------------- | -------------- | -------- |
| 上 | 2025年4月25日 | 第1話 - 第6話  | HPXN-661 |
| 下 | 2025年6月4日  | 第7話 - 第12話 | HPXN-662 |

### Webラジオ
2025年1月8日からクラーク役を演じる福山潤による「『妃教育から逃げたい私』福山潤の愛が深すぎるラジオ」が月に1回放送される。